# Lista de viagens presidenciais internacionais de Jair Bolsonaro
Esta é a lista de viagens presidenciais internacionais realizadas por Jair Bolsonaro, o 38º Presidente do Brasil, empossado em 1.º de janeiro de 2019. Nesta lista constam viagens de carácter diplomático realizadas por Jair Bolsonaro desde sua posse, em janeiro de 2019, até o término de seu mandato, em 1.º de janeiro de 2023.
O mandatário brasileiro fez 24 viagens oficiais ao exterior para 21 países diferentes, mais uma viagem não-oficial ao estado-cidade do Vaticano. O principal destino do ex-presidente foram os Estados Unidos, com 7 viagens oficiais em 4 anos.
Devido à pandemia de Covid-19, muitas viagens do presidente precisaram ser adiadas ou retiradas da agenda. Bolsonaro é o presidente brasileiro que menos viajou ao exterior – proporcional ao tempo no cargo – desde a redemocratização. Ele  evitou destinos tradicionais de seus antecessores, como a América Latina, por exemplo, e viajou mais a países do Oriente Médio e ao próprio Estados Unidos. Ele se tornou o primeiro chefe de Estado do Brasil a não viajar a América Central desde Itamar Franco, em 1995, ou ainda, o primeiro a não ir a África desde Ernesto Geisel, em 1979.
O primeiro destino de Bolsonaro foi a Suíça, em janeiro de 2019, e o último destino foi os Estados Unidos, em dezembro de 2022, onde após a viagem de estado, permaneceu em viagem privada de férias por cerca de dois meses, não participando da posse de seu sucessor.

## Viagens por país

Países visitados por Jair Bolsonaro de 2019 até fevereiro de 2022. (Desatualizado.)

| Número de visitas | País |
| ----------------- | --- |
| 1 visita          | Arábia Saudita, Bahrein, Chile, China, Equador, Guiana, Hungria, Índia, Israel, Itália, Paraguai, Reino Unido, Rússia, Suíça, Suriname, Uruguai e Vaticano |
| 2 visitas         | Argentina, Catar, Emirados Árabes Unidos e Japão |
| 7 visitas         | Estados Unidos |

## 2019
|    | País                   | Cidade/Região        | Período                          | Notas |
| -- | ---------------------- | -------------------- | -------------------------------- | --- |
| 1  | Suíça                  | Davos                | 22 a 25 de janeiro               | Primeira viagem ao exterior. Participou do Fórum Econômico Mundial. Teve reuniões com o primeiro-ministro italiano, Giuseppe Conte, com o primeiro-ministro japonês, Shinzō Abe e com o presidente colombiano, Iván Duque, onde juntos anunciaram o reconhecimento de Juan Guaidó como presidente da Venezuela. |
| 2  | Estados Unidos         | Washington, D.C.     | 17 a 20 de março                 | Encontro com o presidente Donald Trump. O Brasil e os Estados Unidos assinaram acordos em diversas áreas, entre os quais, o uso comercial da base de Alcântara, no estado do Maranhão. |
| 3  | Chile                  | Santiago             | 21 a 23 de março de 2019         | Visita oficial para uma reunião com os líderes de todos os países sul-americanos. Lançamento do Fórum PROSUL. Também ocorreu uma reunião com o presidente Sebastián Piñera com o objetivo de melhorar a relação com o Chile. |
| 4  | Israel                 | Jerusalém e Tel Aviv | 30 de março a 2 de abril de 2019 | Visita de Estado. Encontro com o primeiro-ministro, Benjamin Netanyahu, ambos discutiram a provável transferência da embaixada brasileira de Tel-Aviv para Jerusalém. Visitou o Muro das Lamentações acompanhado do premiê israelense. |
| 5  | Estados Unidos         | Dallas               | 15 e 16 de maio de 2019          | Reunião com o ex-presidente George W. Bush e entrega do prêmio de personalidade do ano da Câmara de Comércio Brasil-Estados Unidos. |
| 6  | Argentina              | Buenos Aires         | 6 e 7 de junho de 2019           | Visita de Estado na qual ocorreu um encontro com o presidente argentino Mauricio Macri e assinatura de vários acordos entre os países, além do anúncio de um possível acordo de livre comércio entre o Mercosul e a União Europeia. |
| 7  | Japão                  | Osaka                | 27 a 29 de junho de 2019         | Participou da cúpula do G20 em 2019 em Osaka. Encontro com o Presidente dos EUA, Donald Trump, o Presidente da China, Xi Jinping, a Chanceler Alemã, Angela Merkel, o Presidente da França,Emmanuel Macron, o Primeiro-Ministro do Japão, Shinzō Abe, o Primeiro-Ministro da Índia, Narendra Modi, o Primeiro-Ministro de Singapura, Lee Hsien Loong, o príncipe herdeiro da Arábia Saudita, Mohammad bin Salman, o Presidente do Banco Mundial, David Malpass, e o Secretário-Geral da OCDE, José Ángel Gurría. Além de uma reunião com ministros e representantes dos quatorze países do Grupo Lima. |
| 8  | Argentina              | Santa Fé             | 17 de julho de 2019              | Participou da cúpula do Mercosul. Encontros com os presidentes da Argentina, Mauricio Macri, do Paraguai, Mario Abdo Benítez, do Uruguai, Tabaré Vazquez, do Chile, Sebastián Piñera e da Bolívia, Evo Morales. |
| 9  | Estados Unidos         | Nova Iorque          | 24 de setembro de 2019           | Discurso de abertura do Debate Geral da AGNU. Reuniu-se com o presidente dos EUA, Donald Trump, o secretário-geral da ONU, António Guterres, e o ex-prefeito da cidade de Nova York, Rudy Giuliani. |
| 10 | Japão                  | Tóquio               | 22 e 23 de outubro de 2019       | Participou da cerimônia de entronização e banquete do novo Imperador do Japão, Naruhito, organizado pelo primeiro-ministro, Shinzō Abe, no Palácio Imperial de Tóquio, além do anúncio de um provável acordo de livre comércio entre o Japão e o Mercosul. |
| 10 | China                  | Pequim               | 24 e 25 de outubro de 2019       | Visita de Estado. Foi recebido com honras de chefe de Estado na Praça da Paz Celestial. Encontrou-se com o Presidente, Xi Jinping e o Primeiro-Ministro, Li Keqiang. Discutiu diversos assuntos bilaterais, entre eles, energia elétrica, educação e economia. Fez uma breve visita à Muralha da China. |
| 10 | Emirados Árabes Unidos | Abu Dhabi            | 26 a 28 de outubro de 2019       | Visita de Estado. Encontro com o Primeiro-Ministro dos Emirados Arábes Unidos, Mohammed bin Rashid Al Maktoum. Anúncio de um programa de cooperação para o desenvolvimento conjunto de materiais de defesa, além de uma troca de informações contra organizações terroristas. |
| 10 | Catar                  | Doha                 | 28 de outubro de 2019            | Visita de Estado. Encontro com o Emir Tamim bin Hamad Al Thani para discutir assuntos econômicos bilaterais. |
| 10 | Arábia Saudita         | Riade                | 28 a 30 de outubro de 2019       | Visita de Estado. Encontro com o Rei Salman e o príncipe herdeiro Mohammad bin Salman. Participou também de encontros com empresários e investidores sauditas. |

## 2020
|    | País           | Cidade/Região | Período                    | Notas |
| -- | -------------- | ------------- | -------------------------- | --- |
| 11 | Índia          | Nova Delhi    | 25 a 27 de janeiro de 2020 | Visita de Estado. Encontrou-se com o primeiro-ministro Narendra Modi e o presidente Ram Nath Kovind. Participou como convidado principal das comemorações do Dia da República. Assinou 15 acordos de cooperação de diferentes áreas entre os dois países. Visitou o mausoléu do Taj Mahal. |
| 12 | Uruguai        | Montevidéu    | 1 de março de 2020         | Participou da cerimônia de posse do novo presidente do país, Luis Lacalle Pou, juntamente com outros chefes de Estado, como o presidente do Chile, Sebastián Piñera e o rei Felipe VI, da Espanha.                                                                                         |
| 13 | Estados Unidos | Miami         | 7 a 10 de março de 2020    | Visita de trabalho. Jantou com o presidente Donald Trump em seu resort pessoal, para tratar da crise na Venezuela e aprofundar os laços militares entre os Estados Unidos e o Brasil. Visitou o Comando Sul dos Estados Unidos e se reuniu com políticos e empresários brasileiros.        |

## 2021
|    | País                   | Cidade/Região                         | Período                     | Notas |
| -- | ---------------------- | ------------------------------------- | --------------------------- | --- |
| 14 | Equador                | Quito                                 | 23-24 de maio               | Em sua primeira viagem internacional desde que a Organização Mundial da Saúde declarou a Pandemia de COVID-19, Bolsonaro participou da solenidade de posse presidencial de Guillermo Lasso. Participou da cerimônia de posse do presidente eleito do país, Guillermo Lasso. Encontro informal com o rei da Espanha, Felipe VI. |
| 15 | Estados Unidos         | Nova Iorque                           | 19-22 de setembro           | O presidente brasileiro abriu com o tradicional discurso a Assembleia Geral das Nações Unidas e teve reuniões bilaterais paralelas com o Primeiro-ministro britânico Boris Johnson, o Presidente da Polônia Andrzej Duda e com o Secretário-geral das Nações Unidas António Guterres. Bolsonaro também visitou o Memorial e Museu Nacional do 11 de Setembro, em Manhattan. |
| 16 | Itália                 | RomaAnguillara VenetaPáduaPistoiaPisa | 29 de outubro-2 de novembro | Bolsonaro reuniu-se com o Presidente italiano Sergio Mattarella no Palácio do Quirinal e participou da 16ª Cúpula do G20, sendo recebido pelo Primeiro-ministro italiano Mario Draghi. O presidente brasileiro teve encontros informais com diversos chefes de Estado e de governo, entre eles o Presidente da Argentina Alberto Fernández, o Primeiro-ministro da Austrália Scott Morrison e o Presidente da Turquia Recep Tayyip Erdoğan. Na Embaixada do Brasil em Roma, Bolsonaro reuniu-se com o Secretário-Geral da Organização para a Cooperação e Desenvolvimento Econômico (OCDE). Bolsonaro também visitou a comuna italiana de Anguillara Veneta, cidade de origem de sua família, onde recebeu o título de cidadão honorário. Visitou a Basílica de Santo Antônio em Pádua. Na última etapa da viagem, Bolsonaro compareceu a uma cerimônia solene no Cemitério Militar Brasileiro em Pistoia, onde estão sepultados soldados brasileiros que lutaram contra a Alemanha Nazista na Segunda Guerra Mundial. A comitiva brasileira também visitou a Piazza dei Miracoli em Pisa. |
| 16 | Vaticano               | Cidade do Vaticano                    | 30 de outubro               | Em viagem não-oficial ao Vaticano, o presidente brasileiro atravessou brevemente a pé a fronteira italiana em direção à Praça de São Pedro acompanhado pela sua comitiva onde tirou fotos em frente à Basílica de São Pedro. |
| 17 | Emirados Árabes Unidos | DubaiAbu Dhabi                        | 13-16 de novembro           | Em visita de Estado, Bolsonaro participou da Expo 2020 e da abertura da Dubai Airshow com visitas aos pavilhões do Brasil e da Embraer. Posteriormente, o presidente brasileiro reuniu-se com o Primeiro-ministro emiradense Mohammed bin Rashid Al Maktoum e o Príncipe-herdeiro Hamdan bin Mohammed. |
| 17 | Bahrein                | Manama                                | 16-17 de novembro           | Bolsonaro foi recebido pelo Rei Hamad bin Isa al-Khalifa e demais membros da família real bahreinita e inaugurou a Embaixada do Brasil na capital do país. |
| 17 | Catar                  | Doha                                  | 17-18 de novembro           | Bolsonaro foi recebido pelo Emir Tamim bin Hamad al-Thani para a assinatura de atos internacionais, além de um almoço e um jantar oferecidos pelo mesmo e por empresários do país. Bolsonaro visitou o Estádio Nacional de Lusail, construído para sediar a Final da Copa do Mundo FIFA de 2022 e participou de uma "motociata" organizada por apoiadores. A comitiva presidencial brasileira também teve uma reunião de negócios com o Presidente da FIFA Gianni Infantino. |

## 2022
|    | País           | Cidade/Região      | Período            | Notas |
| -- | -------------- | ------------------ | ------------------ | --- |
| 18 | Suriname       | Paramaribo         | 20-21 de janeiro   | Visita de Estado. Participou de uma cúpula trilateral, no palácio presidencial, com os presidentes do Suriname, Chan Santokhi, e o presidente da Guiana, Irfaan Ali, para discutir assuntos de parceria em diversas áreas, como petróleo, gás natural, energia elétrica e infraestrutura. Participou de um jantar oferecido por Santokhi e a primeira-dama Mellisa Santokhi-Seenacherry. |
| 19 | Rússia         | Moscou             | 15-17 de fevereiro | Visita de Estado. No Kremlin, encontrou-se com o presidente Vladimir Putin para discutir a parceria comercial, econômica e militar entre ambos os países. Participou de um almoço com o mandatário russo. Ofertou flores em homenagem aos que lutaram na Segunda Guerra Mundial no túmulo do soldado desconhecido. Encontrou-se com o presidente da Duma Federal, o deputado Vyacheslav Volodin. Reuniu-se com empresários para tratar de diversos assuntos comerciais, como nas áreas de fertilizantes e energia elétrica. Fez uma breve visita à Praça Vermelha. |
| 19 | Hungria        | Budapeste          | 17 de fevereiro    | Visita de Estado, a primeira de um presidente em exercício do Brasil ao país europeu. Participou de uma homenagem na praça dos Heróis. Encontrou-se com o presidente János Áder e reuniu-se com o primeiro-ministro Viktor Orbán para discutir assuntos de interesse mútuo entre os respectivos países e reforçar laços diplomáticos, entre eles o possível Tratado de Livre Comércio entre Mercosul e União Europeia. Visitou o Parlamento de Budapeste, onde teve uma reunião com o líder da Assembleia Nacional da Hungria, László Kövér. |
| 20 | Guiana         | Georgetown         | 6 de maio          | Visita de Estado. Encontro com o presidente Irfaan Ali. Trataram de assuntos bilaterais entre Brasil e Guiana nas áreas de comércio, petróleo, economia, infraestrutura e energia elétrica. |
| 21 | Estados Unidos | Los AngelesOrlando | 9-11 de junho      | Em Los Angeles, o presidente participou da 9.ª Cúpula das Américas e encontrou-se em uma reunião bilateral com o presidente americano, Joe Biden, onde tratou de temas como as Eleições gerais no Brasil em 2022 e temas ambientais envolvendo a Amazônia. Reuniu-se também com o presidente do Equador, Guillermo Lasso, com o presidente da Colômbia, Iván Duque, e com o presidente da República Dominicana, Luis Abinader, além de conversas informais com os presidentes da Argentina, Alberto Fernández, da Guiana, Irfaan Ali e do Paraguai, Mario Abdo Benítez. Na cidade de Orlando, Bolsonaro participou da inauguração do vice-consulado brasileiro na cidade. Junto com apoiadores, esteve em uma motociata pelas ruas, organizada por brasileiros residentes na Flórida. |
| 22 | Paraguai       | Ciudad del Este    | 31 de agosto       | Bolsonaro encontrou-se com o Presidente do Paraguai Mario Abdo Benítez para fazerem uma visita técnica sobre a Ponte Jaime Lerner, que liga as cidades de Foz do Iguaçu e Ciudad del Este. Atravessou brevemente a linha fronteiriça para o lado paraguaio. |
| 23 | Reino Unido    | Londres            | 18-19 de setembro  | Em visita oficial, Bolsonaro prestou suas homenagens póstumas à Rainha Isabel II no Palácio de Westminster e foi recebido pelo Rei Carlos III no Palácio de Buckingham juntamente com outros chefes de Estado e de governo. O presidente brasileiro e a Primeira-dama Michelle Bolsonaro estiveram também presentes no funeral de Estado de Isabel II na Abadia de Westminster no dia seguinte. Paralelamente ao compromisso, Bolsonaro reuniu-se em caráter bilateral com o Secretário do Exterior britânico James Cleverly. |
| 23 | Estados Unidos | Nova Iorque        | 19-20 de setembro  | Bolsonaro realizou o tradicional discurso de abertura da Assembleia Geral das Nações Unidas e teve reuniões bilaterais com o Presidente da Polônia Andrzej Duda e com o Presidente do Equador Guillermo Lasso. O presidente brasileiro reuniu-se também com o Secretário-geral das Nações Unidas António Guterres. |

## Eventos multilaterais
| Grupo            | Ano                            | Ano                            | Ano                            | Ano                                    |
| Grupo            | 2019                           | 2020                           | 2021                           | 2022                                   |
| ---------------- | ------------------------------ | ------------------------------ | ------------------------------ | -------------------------------------- |
| PROSUL           | 22–23 de março, Santiago       | 12 de dezembro, evento virtual | Nenhum                         | 26–27 de janeiro, Cartagena das Índias |
| MERCOSUL         | 17 de julho, Santa Fé          | 2 de julho, evento virtual     | 8 de julho, evento virtual     | 21 de julho, Luque                     |
| MERCOSUL         | 5 de dezembro, Bento Gonçalves | 16 de dezembro, evento virtual | 17 de dezembro, evento virtual | 6 de dezembro, Montevidéu              |
| G20              | 27–29 de julho, Osaka          | 21 de novembro, evento virtual | 30–31 de outubro, Roma         | 15–16 de novembro, Bali                |
| BRICS            | 14–15 de novembro, Brasília    | 17 de novembro, evento virtual | 9 de setembro, evento virtual  | 23 de junho, evento virtual            |
| Pacto de Leticia | 6 de setembro, Leticia         | 11 de agosto, evento virtual   | 8 de outubro, evento virtual   | Nenhum                                 |
| OEA              | Nenhum                         | Nenhum                         | Nenhum                         | 6–10 de junho, Los Angeles             |
| FEM              | 22–25 de janeiro, Davos        | 21–22 de janeiro, Davos        | Nenhum                         | 22–26 de maio, Davos                   |
| ONU              | 24 de setembro, Nova Iorque    | 22 de setembro, evento virtual | 21 de setembro, Nova Iorque    | 20 de setembro, Nova Iorque            |